# Miquel Àngel Múrcia i Cambra
 (mai 2013).
Le contenu est difficilement compréhensible vu les erreurs de traduction, qui sont peut-être dues à l'utilisation d'un logiciel de traduction automatique.
Pour les articles homonymes, voir Murcia et Cambra (homonymie).
Miquel Àngel Múrcia i Cambra, né le 19 juillet 1982 à Ontinyent dans la province de Valence, est un professeur de composition européenne sur la faculté d'un Conservatoire de musique avancée.
Sa formation comprend un diplôme en histoire contemporaine et est maintenant un étudiant au doctorat en histoire. Il est aujourd'hui reconnu comme un « grand représentant de l'électroacoustique en Europe » grâce à toutes ses compositions électroacoustiques, de musiques de films, de musique de chambre et des premières de l'ensemble de ces dernières années dans plusieurs pays européens. Sa musique est publiée en partitions imprimées et inclus dans de nombreuses compilations de musique contemporaine espagnole. (Coleccion-AMEE, Miniaturas25)
Il a reçu des commandes de nombreux pays et, parmi ses nombreux ouvrages première le plus remarquables sont ceux pour le Musée Magritte en Belgique au cours de la période 2009-2010. Il a aussi créé de nombreux grands festivals, tels que la LMSI FountCourt (France, Dijon)., en 2011 et au « Festival des Talents » dans le cadre de la prestigieuse Berlinale (Berlin).
Il a pris une part active dans les 17e, 18e et 19e (2010-2012) "Meeting Point International Festivals" et sa musique a été incluse pour le programme régulier de Phonos Barcelone, et Carnegie Ensembe Contemporany (USA 2012). En outre, Miquel Àngel Murcie i Cambra s'emploie à rééditer une étude critique du compositeur de musique romantique Josep Melcior Gomis. Il fait partie de l'Association espagnole des musiques électroniques. En 2024, il a été le compositeur choisi par la Foundations for Iberian Music de New York pour une commande musicale, rejoignant une liste sélecte de compositeurs.